# تضاد بيوكيميائي

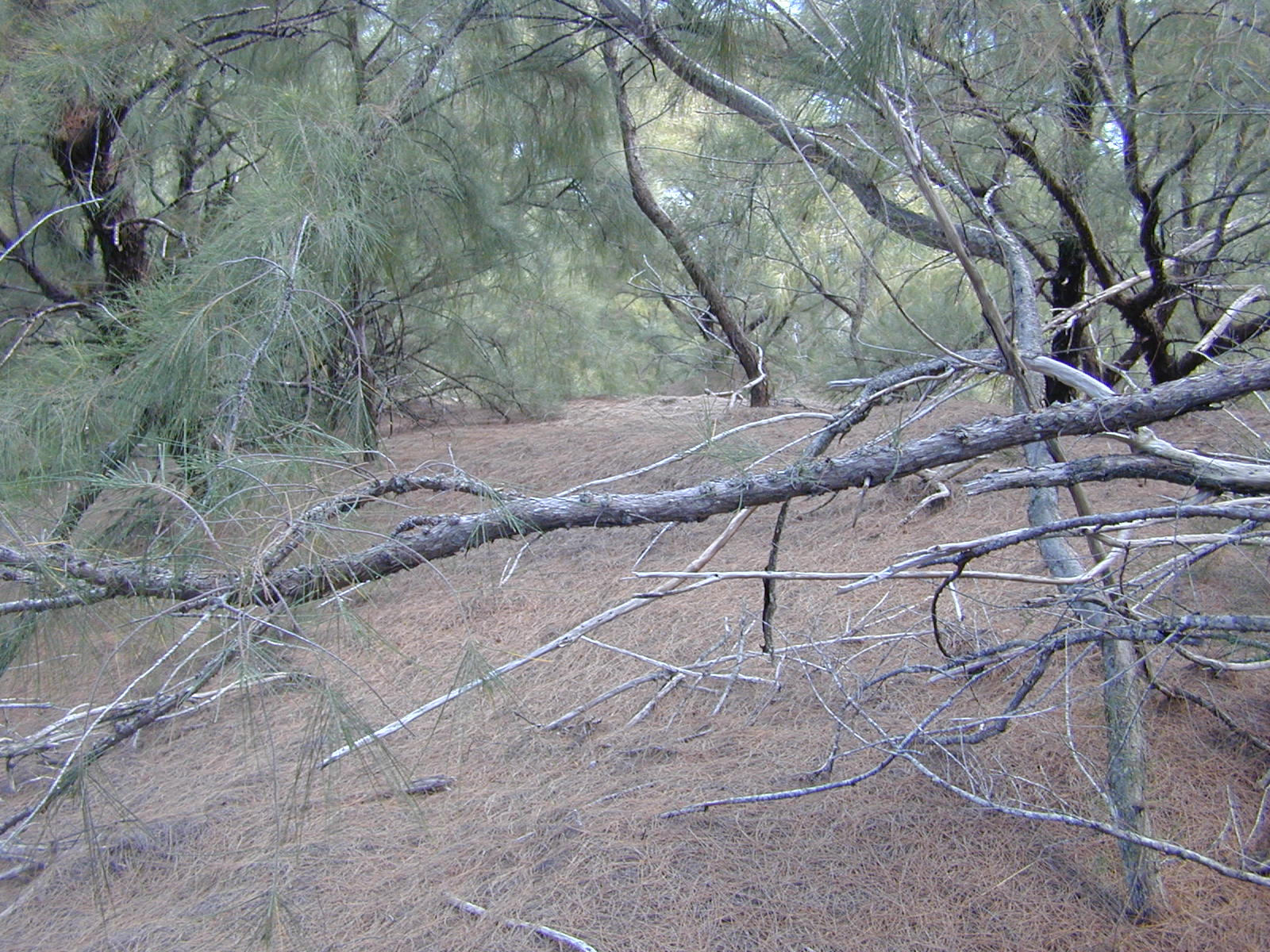

التضاد البيوكيميائي (بالإنجليزية: Allelopathy)‏ أو التضاد الأحيائي الكيماوي هو عملية تتضمن إفراز النباتات لمركبات أيضية ثانوية تعرف بالأليلوكيميائيات allelochemicals إلى الوسط المحيط لتثبيط نمو وتطور النباتات الأخرى. تقوم النباتات بهذا الإجراء للتخلص من نباتات تنافسها أو قد تنافسها على الغذاء والحيز والماء.